# Thorens-Glières
Thorens-Glières is een plaats en voormalige  gemeente in het Franse departement Haute-Savoie in de regio Auvergne-Rhône-Alpes en telt 2903 inwoners (2005). De plaats maakt deel uit van het arrondissement Annecy.

## Geschiedenis
Thorens-Glières was de hoofdplaats van het gelijknamige kanton totdat dit op 22 maart 2015 werd opgeheven en de gemeenten werden opgenomen in het kanton Annecy-le-Vieux. Op 1 januari 2017 fuseerde de gemeente met Aviernoz, Évires, Les Ollières en Saint-Martin-Bellevue  tot de commune nouvelle Fillière, waarvan Thorens-Glières de hoofdplaats werd.

## Geografie
De oppervlakte van Thorens-Glières bedraagt 62,9 km², de bevolkingsdichtheid is 46,2 inwoners per km².
De onderstaande kaart toont de ligging van Thorens-Glières met de belangrijkste infrastructuur en aangrenzende gemeenten.

## Demografie
Onderstaande figuur toont het verloop van het inwonertal (bron: INSEE-tellingen).